# 須木城
須木城（すきじょう）は、宮崎県小林市須木下田にあった日本の城（平山城）。別名鶴丸城。伊東四十八城の一つ。現在は城山公園（「すきむらんど」の傍）。

## 概要
須木城は麓の「肥田木城」、中間に位置する「荒神城」、山頂に本丸に該当する「松尾城」があり、「須木城」の名はそれらの総称である。
頂上の松尾城は周囲を断崖が囲み、南西の一画のみが急坂に繋がっている要害の城である。
現在は指標のみが建っている状態で、山頂には何もなくただの広場になっている。

## 歴史
築城年数は不明であるが、南朝の延元4年（1339年）に肝付兼重が須木城に立て籠もったとの記録がある。
戦国時代に伊東氏に属した、菊池氏の庶家である米良氏が代々城主を務めていた。
元亀3年（1572年）の「木崎原の戦い」で、城主であった米良重方が戦死すると、その弟の米良矩重が後を継ぐ。
天正2年（1574年）に一時的に島津氏の城になり、すぐさま伊東氏に取り返されたと言われているが詳細は不明である。これは、当時須木城代であった米良重直が島津氏に起請文を提出したとの記録からそうされている。
天正4年（1576年）8月24日、米良矩重が島津氏に寝返ってしまったことにより小林城共々島津氏の城となった。その後は宮原景種が須木地頭及び城主に就任する。
元和元年（1615年）の一国一城令により廃城。